# サレルノ大学
サレルノ大学（Università degli Studi di Salerno）は、現存の世界の大学の中でボローニャ大学に次ぐ古い歴史を持ち、13世紀にはヴァチカンからストゥディウム・ゲネラーレの認定を受けている。ボローニャが法学を看板にしていたのに対して、サレルノは医学の大学で、今日の解剖学教室のような階段教室が当時から既にあったと考えられている。

## 歴史
中世大学としてのサレルノ大学の前身はサレルノ医学校とされるが、その医学校についての起源は不明である。9世紀には既に著名な医師が存在し医学研究が行われ、10世紀にはフランスやイギリスの王族が治療のために保養地としても有名だったサレルノを訪れた。当時のサレルノの医学はギリシア・ローマの学説を伝統としていたが、11世紀末にコンスタンティヌス・アフリカヌスによってもたらされたアラビア医学の影響を受けた。12世紀には名声が頂点に達し、サレルノを訪れたノルマンディー公ロベール2世に捧げられた『サレルノ養生訓』(Regimen sanitatis salernitanum)が後にヨーロッパ中に広まるほど有名になった。また医学教師達によって形成されたアルティケッラ(Articella)と呼ばれた医学カリキュラムや、世俗権力と医療の関係を法制度という形で明確にしたことが医学高等教育の制度化に当たり重要な役割を果たした。
医学校が大学組織として成立するのは13世紀で、1231年の皇帝フリードリヒ2世による勅令が最初の公認とされる。フリードリヒ2世は、シチリアの領内で診療・医学教育を行うには試験に合格して国王からの免許を得なければならず、その試験の権限はサレルノのドクターに限ることを布告した。この勅令により1224年に創立されたナポリ大学の医学部は事実上閉鎖された。その後ナポリ大学はサレルノ大学への全学部統合を試みたが失敗し、他の学部はナポリに戻って再建され、サレルノ大学には医学部のみが残された。カルロ1世から中世大学(ストゥディウム・ゲネラーレ)の公認を受けたのは1280年だが、サレルノの医学は既に繁栄の時期を過ぎ、14世紀までには衰退が決定的となっていた。
15世紀頃からは哲学・法学なども教え、一時は再興の兆しも見せたが、1812年に閉学となった。現在のサレルノ大学は1944年に設立された教員養成大学を起源とし、1968年に州立大学として再建されたものである。1979年の法学・経済学・文学・理学の4学部から範囲を広げ、現在は10学部を持つ。

## 学部

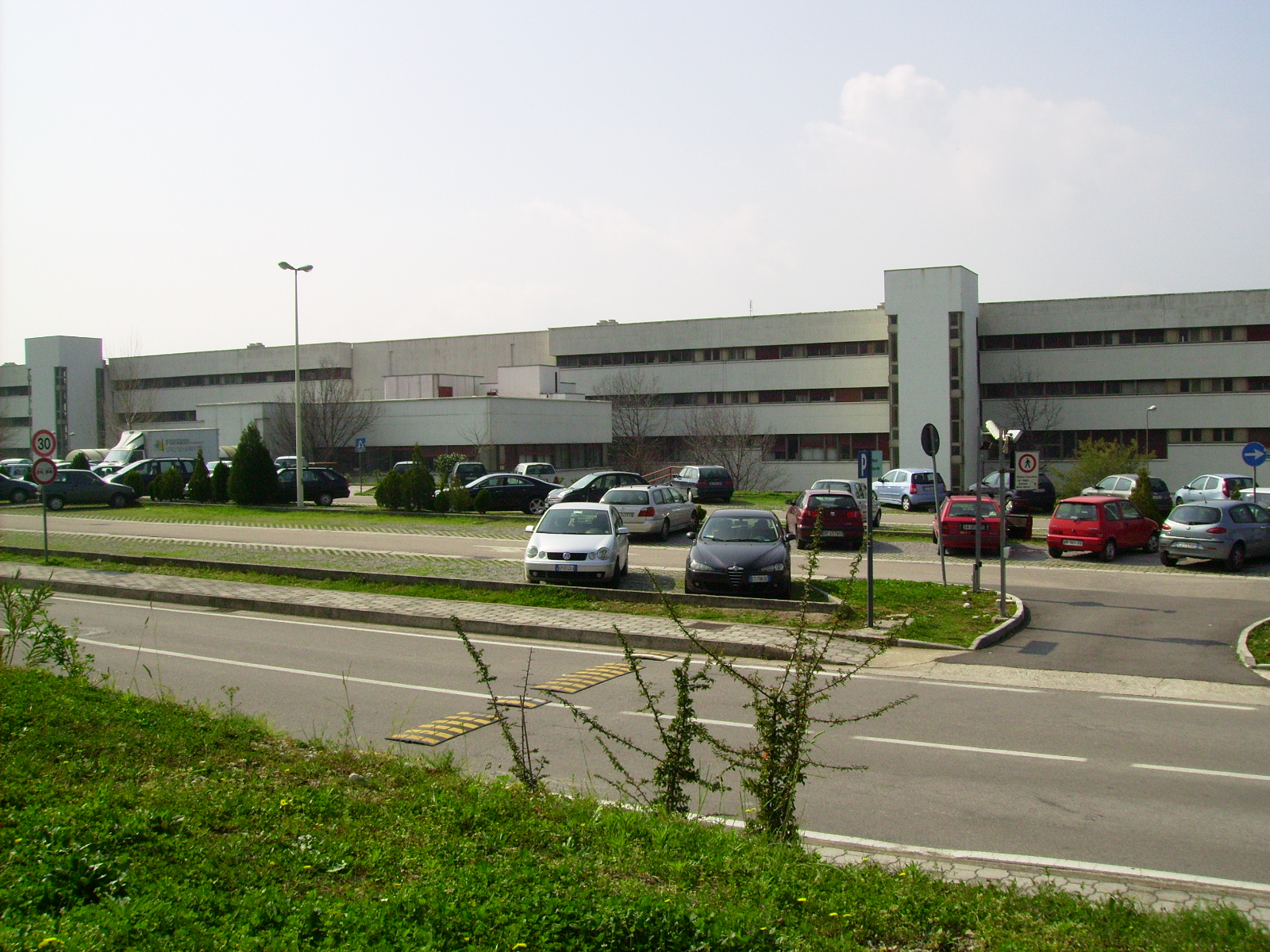
キャンパス

10学部を有する。
- 経済学部
- 教育科学部
- 工学部
- 外国語学部
- 人文科学部
- 法学部
- 医学部
- 理学部
- 薬学部
- 政治学部